# جيف وير (لاعب كرة قاعدة)
جيف وير (بالإنجليزية: Jeff Ware)‏ هو لاعب كرة قاعدة أمريكي، ولد في 11 نوفمبر 1970 في نورفولك في الولايات المتحدة.

## وصلات خارجية
- جيف وير على موقعبيزبول رفرنس.كوم (الدوري الرئيسي) (الإنجليزية)
- جيف وير على موقعبيزبول رفرنس.كوم (الدوري الثانوي) (الإنجليزية)